# پخمه (فیلم ۱۹۸۰)
پخمه (به [Zübük] Error: {{Lang-xx}}: متن دارای نشانه‌گذاری ایتالیک است (راهنما)) یک فیلم کمدی به کارگردانی کارتال تیبت است که در سال ۱۹۸۱ منتشر شد. از بازیگران آن می‌توان به کمال سونال، علی شن، متین سرزلی، و عثمان آلیاناک اشاره کرد.